# 루겐츠 도트
루겐츠 도트(영어: Luguentz Dort, 1999년 4월 19일~)는 캐나다의 농구 선수이다. 포지션은 슈팅 가드와 스몰 포워드로 현재 전미 농구 협회(NBA)의 오클라호마시티 선더와 캐나다 대표팀 소속으로 뛰고 있다.